# Злотий Сток (гміна)
Гміна Злоти Сток (пол. Gmina Złoty Stok) — місько-сільська гміна у південно-західній Польщі. Належить до Зомбковицького повіту Нижньосілезького воєводства.
Станом на 31 грудня 2011 у гміні проживало 4811 осіб.

## Площа
Згідно з даними за 2007 рік площа гміни становила 75.63 км², у тому числі:
- орні землі: 45.00%
- ліси: 46.00%

Таким чином, площа гміни становить 9.43% площі повіту.

## Населення
Станом на 31 грудня 2011:
| Опис     | Загалом | Загалом | Чоловіки | Чоловіки | Жінки | Жінки |
| -------- | ------- | ------- | -------- | -------- | ----- | ----- |
| одиниця  | осіб    | %       | осіб     | %        | осіб  | %     |
| все      | 4811    | 100     | 2336     | 48.56    | 2475  | 51.44 |
| міське   | 2979    | 100     | 1439     | 48.30    | 1540  | 51.70 |
| сільське | 1832    | 100     | 897      | 48.96    | 935   | 51.04 |

## Сусідні гміни
Гміна Злоти Сток межує з такими гмінами: Бардо, Каменець-Зомбковицький, Клодзко, Льондек-Здруй, Пачкув.